# Brotherella falcata
Brotherella falcata är en bladmossart som beskrevs av Fleischer 1914. Brotherella falcata ingår i släktet Brotherella och familjen Sematophyllaceae. Inga underarter finns listade i Catalogue of Life.